# Saint-André-d'Olérargues
Pour les articles homonymes, voir Saint-André.
Saint-André-d'Olérargues est une commune française située dans le nord-est du département du Gard, en région Occitanie, aux portes de la Provence, à une quarantaine de kilomètres à l'est des Cévennes.
Exposée à un climat méditerranéen, elle est drainée par le ruisseau de Cuiègne, le ruisseau de Vionne et par divers autres petits cours d'eau.
Saint-André-d'Olérargues est une commune rurale qui compte 444 habitants en 2022, après avoir connu une forte hausse de la population depuis 1962.  Elle fait partie de l'aire d'attraction de Bagnols-sur-Cèze. Ses habitants sont appelés les Olérarguais ou  Olérarguaises.

## Géographie

### Localisation
Saint-André-d'Olérargues se trouve proche de la route départementale D6 reliant Bagnols-sur-Cèze à Alès, le village est implanté sur la D23 reliant Saint-Marcel-de-Careiret (D6) et Goudargues.
Les villes importantes les plus proches sont Bagnols-sur-Cèze (15 km), Alès (40 km), Nîmes (46 km) et Avignon (48 km).
La commune s'étend sur 975 hectares. L'urbanisme est disséminé en plusieurs hameaux : le Village proprement dit, le Mas de Sellier, le Mas du Vaquier, le Mas Christol, le Mas de Blanquet, la Bégude, la Cadinière.
Certains de ces hameaux, comme le Mas de Blanquet et la Bégude se trouvent à plus de sept kilomètres du centre du village.

### Hydrographie
Le village de Saint-André-d'Olérargues est situé au nord du département du Gard sur le bassin versant droit de la Cèze. C'est une commune qui a toujours été pauvre en eau potable. Ce n'est qu'à la fin du XIXe siècle qu'une source a pu être captée et canalisée sur une distance d'environ un kilomètre, pour amener l'eau à une fontaine au centre du village.
Le raccordement à l'eau potable de la majorité des habitations ne s'est fait que dans la deuxième moitié du XXe siècle.

### Relief et géologie
Le territoire de la commune s'étend sur un site de plaines et de collines entre la vallée de la Cèze et le plateau de l'Uzège. Ses limites jouxtent les communes de La Roque-sur-Cèze au nord, de Sabran à l'est, de Saint Marcel de Careiret au sud et de Verfeuil au sud-ouest et nord-ouest.
La commune, à la jonction entre les plateaux des hautes garrigues du Gard à l'ouest et des coteaux bordant la vallée du Rhône à l'est, est constituée de collines vallonnées dont les plus hautes altitudes au sud atteignent 263 mètres et s'abaissent rapidement en limite nord et est, jusqu'à l'altitude de 86 mètres au confluent des ruisseaux de Darboussas et de Vionne. Ces collines sont boisées sur leurs versants nord et est, les plus raides, par le massif forestier de Darboussas et les lambeaux de forêt sur les Costes de Vionne. Le vignoble et les vergers occupent essentiellement la partie sud et le centre de la commune.

## Histoire
Au cours de la Révolution française, la commune porta provisoirement les noms de Le Pradel et de Oleyrargues.

## Héraldique
| Blason de Saint-André-d'Olérargues | Blason  | D'azur au pal losangé d'or et d'azur.            |
| Blason de Saint-André-d'Olérargues | Détails | Le statut officiel du blason reste à déterminer. |

## Politique et administration
| Période                                  | Période  | Identité       | Étiquette                    | Qualité |
| ---------------------------------------- | -------- | -------------- | ---------------------------- | ------- |
| 1995                                     | 2001     | Danièle Chomis |                              |         |
| mars 2001                                | En cours | Florent Gandi  | DVG ; 2001-2012 UPR ; 2012 - | Employé |
| Les données manquantes sont à compléter. |          |                |                              |         |

## Démographie
L'évolution du nombre d'habitants est connue à travers les recensements de la population effectués dans la commune depuis 1793. Pour les communes de moins de 10 000 habitants, une enquête de recensement portant sur toute la population est réalisée tous les cinq ans, les populations de référence des années intermédiaires étant quant à elles estimées par interpolation ou extrapolation. Pour la commune, le premier recensement exhaustif entrant dans le cadre du nouveau dispositif a été réalisé en 2006.

En 2022, la commune comptait 444 habitants, en évolution de +3,5 % par rapport à 2016 (Gard : +2,97 %, France hors Mayotte : +2,11 %).
| 1793 | 1800 | 1806 | 1821 | 1831 | 1836 | 1841 | 1846 | 1851 |
| ---- | ---- | ---- | ---- | ---- | ---- | ---- | ---- | ---- |
| 366  | 377  | 381  | 380  | 414  | 447  | 440  | 311  | 486  |

| 1856 | 1861 | 1866 | 1872 | 1876 | 1881 | 1886 | 1891 | 1896 |
| ---- | ---- | ---- | ---- | ---- | ---- | ---- | ---- | ---- |
| 483  | 453  | 436  | 397  | 386  | 347  | 353  | 370  | 343  |

| 1901 | 1906 | 1911 | 1921 | 1926 | 1931 | 1936 | 1946 | 1954 |
| ---- | ---- | ---- | ---- | ---- | ---- | ---- | ---- | ---- |
| 330  | 290  | 264  | 221  | 191  | 165  | 153  | 137  | 136  |

| 1962 | 1968 | 1975 | 1982 | 1990 | 1999 | 2006 | 2011 | 2016 |
| ---- | ---- | ---- | ---- | ---- | ---- | ---- | ---- | ---- |
| 144  | 153  | 145  | 192  | 268  | 289  | 393  | 406  | 429  |

| 2021 | 2022 | - | - | - | - | - | - | - |
| ---- | ---- | - | - | - | - | - | - | - |
| 441  | 444  | - | - | - | - | - | - | - |

## Économie

### Revenus
En 2018  (données Insee publiées en septembre 2021), la commune compte 172 ménages fiscaux, regroupant 415 personnes. La médiane du revenu disponible par unité de consommation est de 23 180 € (20 020 € dans le département).

### Emploi
|                | 2008   | 2013  | 2018   |
| -------------- | ------ | ----- | ------ |
| Commune        | 6,5 %  | 7,7 % | 10,6 % |
| Département    | 10,6 % | 12 %  | 12 %   |
| France entière | 8,3 %  | 10 %  | 10 %   |

En 2018, la population âgée de 15 à 64 ans s'élève à 274 personnes, parmi lesquelles on compte 75,6 % d'actifs (65 % ayant un emploi et 10,6 % de chômeurs) et 24,4 % d'inactifs,. En  2018, le taux de chômage communal (au sens du recensement) des 15-64 ans est inférieur à celui du département, mais supérieur à celui de la France, alors qu'en 2008 il était inférieur à celui de la France.
La commune fait partie de la couronne de l'aire d'attraction de Bagnols-sur-Cèze, du fait qu'au moins 15 % des actifs travaillent dans le pôle,. Elle compte 58 emplois en 2018, contre 46 en 2013 et 36 en 2008. Le nombre d'actifs ayant un emploi résidant dans la commune est de 183, soit un indicateur de concentration d'emploi de 31,7 % et un taux d'activité parmi les 15 ans ou plus de 59,8 %.
Sur ces 183 actifs de 15 ans ou plus ayant un emploi, 45 travaillent dans la commune, soit 25 % des habitants. Pour se rendre au travail, 93,5 % des habitants utilisent un véhicule personnel ou de fonction à quatre roues, 0,5 % les transports en commun, 0,6 % s'y rendent en deux-roues, à vélo ou à pied et 5,4 % n'ont pas besoin de transport (travail au domicile).

### Activités hors agriculture
24 établissements sont implantés  à Saint-André-d'Olérargues au 31 décembre 2019. Le tableau ci-dessous en détaille le nombre par secteur d'activité et compare les ratios avec ceux du département,.
Le secteur des activités spécialisées, scientifiques et techniques et des activités de services administratifs et de soutien est prépondérant sur la commune puisqu'il représente 41,7 % du nombre total d'établissements de la commune (10 sur les 24 entreprises implantées  à Saint-André-d'Olérargues), contre 14,9 % au niveau départemental.

### Agriculture
La commune est dans les Garrigues, une petite région agricole occupant le centre du département du Gard. En 2020, l'orientation technico-économique de l'agriculture  sur la commune est la culture de fruits ou d'autres cultures permanentes. 
|               | 1988 | 2000 | 2010 | 2020 |
| ------------- | ---- | ---- | ---- | ---- |
| Exploitations | 27   | 25   | 16   | 15   |
| SAU (ha)      | 349  | 484  | 259  | 343  |

Le nombre d'exploitations agricoles en activité et ayant leur siège dans la commune est passé de 27 lors du recensement agricole de 1988  à 25 en 2000 puis à 16 en 2010 et enfin à 15 en 2020, soit une baisse de 44 % en 32 ans. Le même mouvement est observé à l'échelle du département qui a perdu pendant cette période 61 % de ses exploitations,. La surface agricole utilisée sur la commune a également diminué, passant de 349 ha en 1988 à 343 ha en 2020. Parallèlement la surface agricole utilisée moyenne par exploitation a augmenté, passant de 13 à 23 ha.

## Culture locale et patrimoine

### Lieux et monuments
- Église Saint-André, de style roman du (XIIe/XIIIe siècle).
- Château en cours de restauration (XIIIe/XIVe siècle).
- Mas du Joncas, siège de la manade du Joncas de Patrice Brouillet.
- Mas de la Treille Muscate

## Galerie

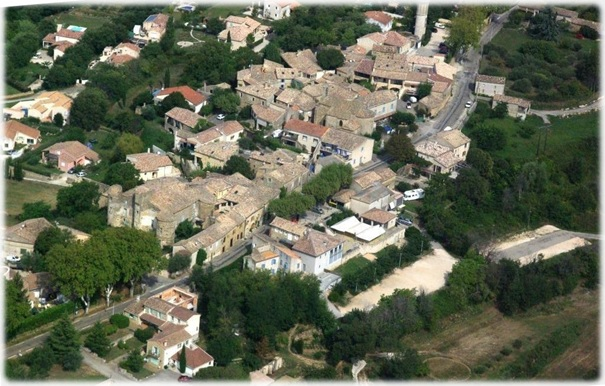
Vue aérienne du village
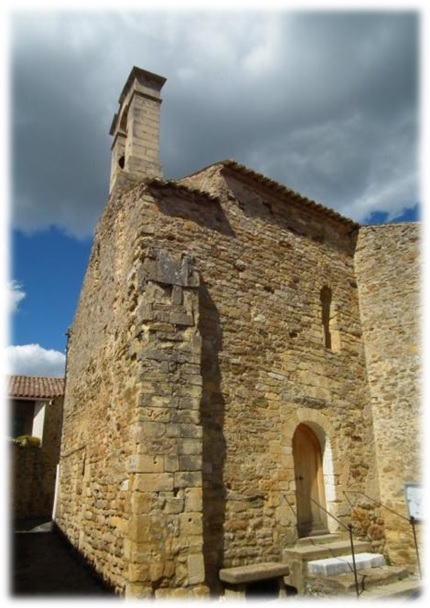
Église Saint-André
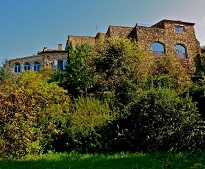
Le Mas de Cellier
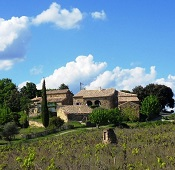
Le Mas de Vaquier
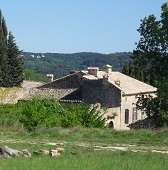
Le Mas de Christol